# Сан-Сіті (Канзас)
Сан-Сіті (англ. Sun City) — місто (англ. city) в США, в окрузі Барбер штату Канзас. Населення — 37 осіб (2020).

## Географія
Сан-Сіті розташований за координатами 37°22′43″ пн. ш. 98°54′59″ зх. д. / 37.37861° пн. ш. 98.91639° зх. д. (37.378547, -98.916523).  За даними Бюро перепису населення США в 2010 році місто мало площу 0,37 км², уся площа — суходіл.

## Демографія
Згідно з переписом 2010 року, у місті мешкали 53 особи в 23 домогосподарствах у складі 16 родин. Густота населення становила 144 особи/км².  Було 48 помешкань (131/км²).
Расовий склад населення:
| - 100,0 % — білих |

До двох чи більше рас належало 0,0 %. Частка іспаномовних становила 0,0 % від усіх жителів.
За віковим діапазоном населення розподілялося таким чином: 17,0 % — особи молодші 18 років, 64,1 % — особи у віці 18—64 років, 18,9 % — особи у віці 65 років та старші. Медіана віку мешканця становила 48,5 року. На 100 осіб жіночої статі у місті припадало 103,8 чоловіків;  на 100 жінок у віці від 18 років та старших — 131,6 чоловіків також старших 18 років.
Цивільне працевлаштоване населення становило 22 особи. Основні галузі зайнятості: сільське господарство, лісництво, риболовля — 54,5 %, роздрібна торгівля — 36,4 %, публічна адміністрація — 9,1 %.